# Monogenetischer Vulkan
Ein monogenetischer Vulkan entsteht, im Gegensatz zum polygenetischen Vulkan, durch nur eine Eruption oder eine auch mehrere Jahre andauernde Eruptionsphase. Viele Schlackenkegel, Tuffringe und Maare zählen zu diesem Typ. Diese Vulkane sind oft zu hunderten in sogenannten monogenetischen Vulkanfeldern versammelt.
Ein anschauliches Beispiel ist der Schlackenkegel Paricutín in Mexiko, dessen Aufbauphase neun Jahre dauerte.